# 比尔克斯
比尔克斯是德国图林根州的一个市镇。总面积2.76平方公里，总人口170人，其中男性85人，女性85人（2011年12月31日），人口密度62人/平方公里。